# Tonganosaurus
Tonganosaurus ist eine Gattung sauropoder Dinosaurier aus dem Unterjura Chinas. 
Sie ist lediglich durch ein einziges, unvollständiges Skelett bekannt, das aus dem Süden der Provinz Sichuan aus der Yimen-Formation stammt. Wie bei allen Sauropoden handelte es sich um einen vierbeinigen Pflanzenfresser.  Tonganosaurus wird zu den Mamenchisauridae gestellt; wie andere Vertreter dieser Gruppe zeigte Tonganosaurus einen im Verhältnis sehr langen Hals. Wegen seines hohen geologischen Alters ist dieser Fund für das Verständnis der frühen Evolution von Bedeutung. 
Die Gattung wurde 2010 von Kui Li und Kollegen mit der einzigen Art Tonganosaurus hei erstmals wissenschaftlich beschrieben.

## Merkmale und Systematik
Die größten anatomischen Gemeinsamkeiten zeigte Tonganosaurus mit dem mitteljurassischen Omeisaurus: Beide Gattungen zeichneten sich unter anderem durch lange und dünne Halswirbel mit niedrigen Dornfortsätzen, gut entwickelte Pleurocoele (seitliche Öffnungen) an den vor dem Kreuzbein liegenden Wirbeln, und Vorderbeine aus, die 80 % der Länge der Hinterbeine ausmachten. Im Gegensatz zu Omeisaurus waren die Wirbelkörper der vor dem Kreuzbein liegenden Wirbel jedoch einfach strukturiert, während sie bei Omeisaurus komplexer waren.
Die systematische Position von Omeisaurus ist umstritten. Kui Li und Kollegen (2010) folgen jedoch Autoren, die diese Gattung innerhalb der Mamenchisauridae einordnen. Auf Basis dieser Zuordnung klassifizieren sie den vermutlich nah verwandten Tonganosaurus ebenfalls innerhalb dieser Gruppe. Eine phylogenetische Analyse der Verwandtschaftsbeziehungen steht jedoch noch aus.

## Fund und Namensgebung
Der Fund stammt aus den Schichten der Yimen-Formation im Stadtbezirk Tong’an im Süden von Sichuan. Bekannt sind 20 Wirbel, der Schultergürtel, Vorder- und Hinterbeine, Sitzbein, Mittelfußknochen, eine Kralle sowie weitere Wirbel- und Rippenfragmente. Es handelt sich um die erste Entdeckung eines Sauropoden aus dem Unterjura Chinas seit der Auffindung des 1998 beschriebenen Gongxianosaurus.
Der Gattungsname Tonganosaurus weist auf den Fundort Tong’an, während der zweite Teil des Artnamens (hei) den Dinosaurierforscher He Xinlu ehrt.